# San Martín Texmelucan
San Martín Texmelucan è una municipalità dello stato di Puebla, nel Messico centrale, il cui capoluogo è la località di San Martín Texmelucan de Labastida.
Il nome della località è dedicato a San Martino, vescovo di Tours, mentre Texmelucan in lingua nahuatl è luogo dove crescono le querce. Inoltre, il capoluogo municipale mantiene anche la parte finale de Labatista, in ricordo di un sottotenente fucilato nella piazza principale del paese nel 1861.